# المفرزة 88

قوات الشرطة الخاصة

المفرزة الخاصة لمكافحة الإرهاب 88 (بالإندونيسية: Detasemen Khusus 88 Antiteror) هي تشكيل لفرقة مكافحة الإرهاب التابعة لجهاز الشرطة الوطنية الإندونيسية، تأسس في في 30 يونيو 2003 بعد تفجيرات بالي عام 2002. يتم تمويلها وتجهيزها وتدريبها من قبل الولايات المتحدة وأستراليا. عملت الوحدة بنجاح كبير ضد الخلايا الإرهابية الجهادية المرتبطة بالحركة الإسلامية المركزية التي تتخذ من جاوة مقراً لها.

## التاريخ
تشكلت المفرزة 88 بعد تفجيرات بالي 2002، وأصبحت عاملة على الأرض في 2003. إن اسم المنظمة هو نتيجة لمسؤول رفيع المستوى في الشرطة الإندونيسية يخطئ في وصف برنامج «المساعدة في مكافحة الإرهاب» التابع لوزارة الخارجية الأمريكية بأنه "88". كان يعتقد أنه سيكون اسمًا جيدًا لأن الرقم 8 رقم محظوظ في آسيا ويفتقر المسؤولون الآخرون إلى الشجاعة لتصحيحه.
عطلت مفرزة 88 أنشطة الحركة الإسلامية المركزية التي تتخذ من جاوة مقراً لها، وتم اعتقال أو قتل العديد من كبار عناصرها. تم القبض على أبو دجانة المشتبه في أنه زعيم الجناح العسكري للجماعة الإسلامية وأميرها المحتمل في 9 يونيو 2007. قتل أزهري حسين بالرصاص في عام 2005. وتعرضت المنظمة الإندونيسية لضربة أخرى عندما أمكن القول إن آخر شخصية بارزة على قيد الحياة وبارزة وهو نور الدين محمد توب قد قتل في تبادل لإطلاق النار مع مفرزة 88 في 17 سبتمبر 2009 في سولو، جاوة الوسطى.
تساعد مفرزة 88 من قبل الوكالات الأجنبية، بما في ذلك الشرطة الفيدرالية الأسترالية، في علوم الطب الشرعي بما في ذلك تحليل الحمض النووي ومراقبة الاتصالات. في الضربات الوقائية في جاوة، أحبطت الوحدة خطط الهجوم لتجميع المواد. شاركت مفرزة 88 في عملية في بوسو، حيث قتل 10 أشخاص بينهم شرطي، في تبادل لإطلاق النار خلال عملية اعتقال عالية الخطورة في 22 يناير 2007.
في عام 2007 ألقت مفرزة 88 القبض على واستجواب محامي حقوق الإنسان في غرب بابوا إيوانجين صابر أوليف، واتهمته بالتحريض وإهانة رئيس الدولة، لأنه أرسل رسالة نصية قصيرة تنتقد الجيش والرئيس الإندونيسي. اعتقلت وحدة مكافحة الإرهاب 88 ستة أعضاء في خلية إرهابية غير معروفة تُدعى كتيبة جي آر أو خلية جي آر، بعد تنفيذ غارة على باتام في أغسطس 2016. وقالت الشرطة إن زعيمهم كان يخطط لهجوم صاروخي على خليج مارينا. وتعاونت مع سنغافورة في القبض على مقاتل من تنظيم داعش الإندونيسي في سوريا.

## التدريب
يتم تمويل هذه الوحدة الخاصة من قبل حكومة الولايات المتحدة من خلال خدمة الأمن الدبلوماسي التابعة لوزارة الخارجية. يتم تدريب الوحدة حاليًا في منطقة تسمى ماغاميندونغ على بعد 50 كم جنوب جاكرتا، من قبل وكالة المخابرات المركزية ومكتب التحقيقات الفدرالي والخدمة السرية الأمريكية والشرطة الفيدرالية الأسترالية.
كان معظم هؤلاء المدربين من أفراد القوات الخاصة الأمريكية السابقين. يتم التدريب أيضًا بمساعدة القوات الخاصة الأسترالية ووكالات الاستخبارات المختلفة. تم تصميم مفرزة 88 لتصبح وحدة لمكافحة الإرهاب قادرة على مواجهة التهديدات الإرهابية المختلفة، من تهديدات القنابل إلى حالات الرهائن. تم تشغيل هذه القوة الخاصة القوية المكونة من 400 فرد بكامل طاقتها في عام 2005. وتتكون من محققين وخبراء في المتفجرات ووحدة هجوم تضم قناصين.

## ادعاءات التعذيب والوفيات
اتهمت الوحدة بالتورط في التعذيب. في أغسطس 2010 قالت منظمة العفو الدولية في نداء عاجل إن إندونيسيا اعتقلت نشطاء مولوكان، وكانوا قلقين من تعرض النشطاء للتعذيب على يد مفرزة 88. في سبتمبر 2010 زعم السجين السياسي المالكي يوسف سيباكولي انتهاكات جسيمة لحقوق الإنسان من قبل مفرزة 88. في مارس 2016 ذكرت اللجنة الوطنية الإندونيسية لحقوق الإنسان أن ما لا يقل عن 121 مشتبهًا بالإرهاب لقوا حتفهم في الحجز منذ عام 2007. بينما اعترفت بأن أستراليا قامت بتدريب مفرزة 88، وزير الشؤون الخارجية في عام 2012 بوب كار قال إنه لم يكن متأكد إذا كانت الادعاءات صحيحة، لكنه سيتابع الأمر.